# Attilio Valobra
Marco Attilio Valobra, noto solo come Attilio Valobra (Torino, 31 ottobre 1892 – Torino, 24 agosto 1953), è stato un calciatore italiano, di ruolo interno destro.
Era conosciuto anche come Valobra II per distinguerlo dal fratello maggiore Mario Valobra.

## Biografia
Nacque a Torino in via XX Settembre 58 da Cesare Valobra e Maddalena Cartier. Sposato con Margherita Fortina, hanno avuto un figlio, Cesare.

## Caratteristiche tecniche
Attilio Valobra era di corporatura magra e asciutta, aveva una muscolatura poco sviluppata ma era in possesso di un'ottima tecnica:
(Vittorio Pozzo)

## Carriera
In carriera giocò per il F. C. Piemonte prima di passare al Torino.
Valobra junior debuttò nella seconda squadra del F. C. Piemonte nella partita amichevole Piemonte II-Torino II 4-4 del 17 ottobre 1908.
Con la Nazionale italiana di calcio disputò una sola partita, l'amichevole contro l'Austria del 15 giugno 1913.
Dopo il ritiro dal calcio lavorò presso lo Jutificio De Fernex come agente di commercio.

## Statistiche

### Cronologia presenze e reti in nazionale
| Cronologia completa delle presenze e delle reti in nazionale ― Italia | Cronologia completa delle presenze e delle reti in nazionale ― Italia | Cronologia completa delle presenze e delle reti in nazionale ― Italia | Cronologia completa delle presenze e delle reti in nazionale ― Italia | Cronologia completa delle presenze e delle reti in nazionale ― Italia | Cronologia completa delle presenze e delle reti in nazionale ― Italia | Cronologia completa delle presenze e delle reti in nazionale ― Italia | Cronologia completa delle presenze e delle reti in nazionale ― Italia |
| Data                                                                  | Città                                                                 | In casa                                                               | Risultato                                                             | Ospiti                                                                | Competizione                                                          | Reti                                                                  | Note                                                                  |
| --------------------------------------------------------------------- | --------------------------------------------------------------------- | --------------------------------------------------------------------- | --------------------------------------------------------------------- | --------------------------------------------------------------------- | --------------------------------------------------------------------- | --------------------------------------------------------------------- | --------------------------------------------------------------------- |
| 15-6-1913                                                             | Vienna                                                                | Austria                                                               | 2 – 0                                                                 | Italia                                                                | Amichevole                                                            | -                                                                     |                                                                       |
| Totale                                                                |                                                                       | Presenze                                                              | 1                                                                     |                                                                       | Reti                                                                  | 0                                                                     |                                                                       |